# Bitka pri Hiši v Horseshoe
Bitka pri Hiši v Horseshoe je bil manjši spopad med ameriško revolucijo med lojalistično milico pod poveljstvom Davida Fanninga in patriotsko milico pod poveljstvom Phillipa Alstona, lastnika Hiše v Horseshoe v everni Karolini. Bitka, ki se je odvijala 29. julija ali 5. avgusta 1781 (29. julij je najbolj sprejet datum), se je končala z zmago lojalistov. Pogoje predaje med borci sta se pogajala Alstonova žena v imenu patriotov in Fanning za lojaliste.